# زمانی که عاشق نبودیم
زمانی که عاشق نبودیم (کره‌ای: 너를 사랑한 시간) یک مجموعه تلویزیونی کره جنوبی سال ۲۰۱۵ با بازی ها جی‌وون، لی جین-ووک و یون کیون-سانگ است. این مجموعه از ۲۷ ژوئن تا ۱۶ اوت ۲۰۱۵، روزهای شنبه و یکشنبه ساعت ۲۲:۰۰ (کی‌اس‌تی) از اس‌بی‌اس برای ۱۶ قسمت پخش شد.